# گونه پروردگی

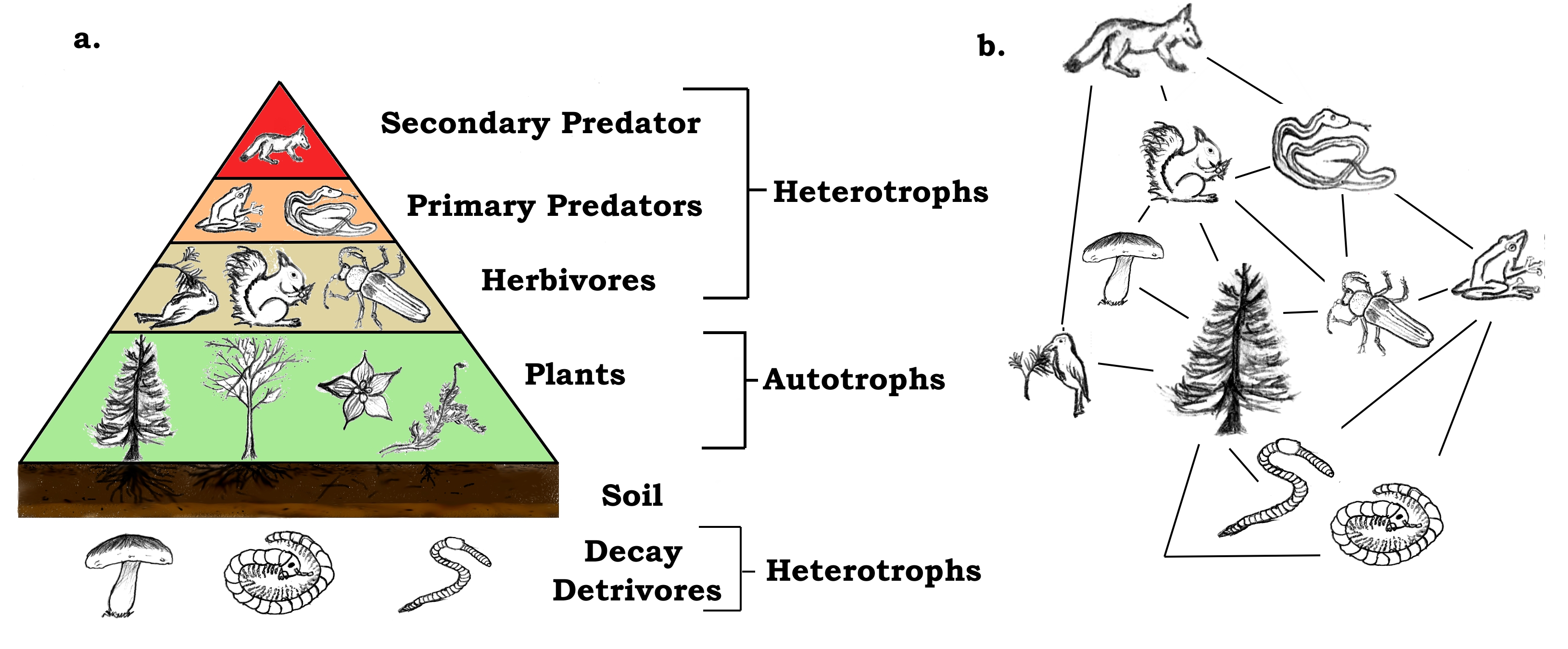
گونه‌ها در سمت چپ به صورت پروردگی دسته‌بندی می‌شوند، اما تمایزهایی مانند گیاه‌خوار و شکارچی صرفاً ساده‌ترین تعریف هستند.

گونه پروردگی (به انگلیسی: Trophic level)، گروه‌بندی علمی از موجودات بر اساس جایگاه‌های تغذیه (تغذیه) مشترک آنها در یک شبکه غذایی یا زنجیره غذایی هستند. گونه‌های پروردگی طعمه‌های یکسان و مجموعه‌ای از شکارگران مشترک در شبکه غذایی دارند. این بدان معنی است که اعضای یک گونه پروردگی در بسیاری از انواع، کارکردهای زیست‌محیطی مشابهی دارند. ایده گونه‌های پروردگی برای نخستین بار توسط جوئل کوهن و فردریک برایاند در سال ۱۹۸۴ برای بازتعریف ارزیابی نسبت شکارگران به طعمه در یک شبکه غذایی ابداع شد. این دسته ممکن است شامل گونه‌های گیاهی، جانو. ری، ترکیبی از گیاه و جانور و مراحل زیستی یک موجود زنده باشد. ارزیابی مجدد گونه‌های مشابه بر اساس عادت به جای ژنتیک گروه‌بندی می‌شود. این باعث شد که نسبت شکارگر به طعمه در شبکه‌های غذایی به‌طور کلی ۱:۱ باشد. با تخصیص گروه‌ها به شیوه‌ای پروردگی، روابط در مقیاس خطی هستند. این امکان پیش‌بینی نسبت پیوندهای مختلف پروردگی را در یک شبکه غذایی جامعه فراهم می‌کند.